# ピーチロード (高山市)
ピーチロードは、岐阜県高山市国府町上広瀬の道路（今村峠を基点とした約2km）の名称である。「飛騨桃のみち」と呼ばれる場合もある。
国府町上広瀬は飛騨桃の産地で、道沿いには桃の木が植樹され毎年5月上旬から中旬にかけて桃の花が咲く。中部北陸自然歩道の「飛騨ブリ街道と飛騨桃のみち」の一部に指定されている。

## アクセス
- JR高山駅より、車で国道41号を経由し約20分。
- 東海北陸自動車道 飛騨清見インターチェンジより、車で国道158号を経由し約45分。
- 中部縦貫道 高山インターチェンジより、車で約15分。